# Wärmeleitfähigkeitsgruppe
Die Wärmeleitfähigkeitsgruppe (WLG) ist Teil der Produktbeschreibung eines Bau(dämm-)stoffes. Sie gibt die Wärmeleitfähigkeit eines Materials für einen Wärmestrom an.
Im Zuge der EU-Normharmonisierung wird die Bezeichnung WLG durch WLS (Wärmeleitfähigkeitsstufe) ersetzt.

## Kennzeichnung
Die Wärmeleitfähigkeitsgruppe bzw. -stufe leitet sich aus dem rechnerischen Bemessungswert der Wärmeleitfähigkeit λB nach DIN 4108-4:2013-02 ab. Ermittelt wird dieser Wert aus dem Nennwert der Wärmeleitfähigkeit λD nach DIN EN 13162 bis 13171 und einem Erhöhungsfaktor. Dieser kann je nach Baustoff einen Wert von 1,03 bis 1,23 annehmen.
Der Bemessungswert λB der Wärmeleitfähigkeitsstufe wird in Schritten von 0,001 W/(m∙K), der der Wärmeleitfähigkeitsgruppe in 0,005 W/(m∙K) Schritten auf drei Stellen nach dem Komma aufgerundet, wie es z. B. bei den Angaben auf Dämmstoff-Produktkennzeichnungen zu sehen ist. Ein Wert von 0,032 W/(m·K) entspricht also einer WLS von 032 und einer WLG von 035. Es wird vorausgesetzt, dass der Bemessungswert kleiner eins ist, da man grundsätzlich nur Dämmmaterialien einer WLG zuordnet. Je kleiner der WLG-Wert ist, desto größer ist die Wärmedämmwirkung.

### Anwendung in der Kennzeichnung eines Wärmedämmstoffes
Beispiel für die Kennzeichnung eines Wärmedämmstoffes:
EPS 035 DAA dh
Mit:
- EPS: Polystyrol-Hartschaum
- WLG/WLS: λ = 0,035 W/(m∙K)
- DAA: Außendämmung von Dach oder Decke, vor Bewitterung geschützt, Dämmung unter Deckungen
- dh: Hohe Druckbelastbarkeit[2]

## Normen
- DIN 4108-10:2015. Wärmeschutz und Energie-Einsparung in Gebäuden – Teil 10: Anwendungsbezogene Anforderungen an Wärmedämmstoffe – Werkmäßig hergestellte Wärmedämmstoffe. Beuth Verlag, Berlin 2015.
- DIN EN 13162:2015. Wärmedämmstoffe für Gebäude – Werkmäßig hergestellte Produkte aus Mineralwolle (MW) – Spezifikation; Deutsche Fassung EN 13162:2012+A1:2015. Beuth Verlag, Berlin 2015.
- DIN 4108-4:2017. Wärmeschutz und Energie-Einsparung in Gebäuden – Teil 4: Wärme- und feuchteschutztechnische Bemessungswerte. Beuth Verlag, Berlin 2017.